# Megophrys angka
Megophrys angka — вид жаб родини азійських часничниць (Megophryidae). Описаний у 2019 році.

## Поширення
Ендемік Таїланду. Відомий лише у типовому місцезнаходженні — схили гори Інтханон (найвищої точки країни) в провінції Чіангмай на півночі країни. Спостерігався вздовж лісових каскадних потоків та водоспадів на висотах від 1800 до 2200 м над р. м. Свою назву вид отримав від старої назви гори Інтханон — Ангке.